# Tunka Manin
Tunka Manin je bil vladar Ganskega cesarstva, ki je vladal od leta 1062 in vsaj do leta 1076, * 1010, † 1078. 
Al-Bakri ga je opisal kot "ljubitelja pravičnosti in naklonjenega muslimanom".:120
Manin je leta 1062 nasledil Gana Bassija in tako kot on ohranil svojo tradicionalno vero, namesto da bi se spreobrnil v islam.:88 Almoravidi pod vodstvom Abu Bakra ibn Umarja so bili jezni zaradi Bassijeve zavrnitve spreobrnitve v islam in so začeli napadati cesarstvo.:87 Leta 1076 je Almoravidom uspelo opleniti glavno mesto cesarstva Kumbi Sale v današnji južni Mavretaniji. Manin je še naprej vladal kot vazal Almoravidov in jim plačeval davek.:88 Leta 1087 so bili  Almoravidi izgnani, cesarstvo pa je bilo tako oslabljeno, da so številna prejšnja ozemlja postala neodvisna. Islam je postal prevladujoča vera višjega družbenega razreda, ki ga je vsilil tudi svojim podložnikom. Mnogo tradicionalnih animistov je zato emigriralo iz cesarstva.
Manin je bil znan po svoji vpletenosti v lokalne skupnosti in gospodarski politiki, ki je povečala trgovino, zlasti s soljo. Rečeno je, da se je obdal z božanskim in magičnim pridihom, ki ga je uporabljal za motiviranje svojih ljudi, da ga ščitijo. Manin je bil znan tudi po tem, da se je bahal in razkazoval svoje bogastvo tako, da se je oblačil v zlato, slonovino in druge dragocene materiale. 